# Marina Sena
Marina de Oliveira Sena (Taiobeiras, 26 de setembro de 1996), conhecida como Marina Sena, é uma cantora, compositora, multi-instrumentista, performer, produtora musical e empresária basileira.
Iniciou-se a carreira como vocalista do grupo musical mineiro A Outra Banda da Lua, com o qual fez shows por várias cidades de Minas Gerais. Tornou-se conhecida enquanto vocalista da Banda Rosa Neon, quando viralizou com a canção "Ombrim" junto aos demais membros.
Em 2021 lançou-se em carreira solo com o single Me Toca, que antecedeu o lançamento do primeiro álbum de estúdio, De Primeira. O álbum de estréia deu origem, ainda, ao single "Por Supuesto", que viralizou e ganhou repercussão em redes sociais e plataformas digitais, concretizando Marina Sena como nome relevante no cenário musical brasileiro.
Após a boa recepção do primeiro álbum, Marina Sena recebeu indicações a prêmios, como o Prêmio Multishow de Música Brasileira e o Grammy Latino, participou de festivais como Rock in Rio, Lollapalooza, The Town, Primavera Sound de São Paulo, Virada Cultural, João Rock, Roskilde Festival, que é um dos maiores festivais da Dinamarca, entre outros. além de ter viajado pelo Brasil e Europa com a "Turnê De Primeira", apresentando-se em diversos palcos.
Em 2023 assinou contrato com a Sony Music Brasil e anunciou o lançamento do segundo álbum de estúdio, Vício Inerente, que conta com quatro singles, Tudo Pra Amar Você, Olho no Gato, Que Tal com Fleezus, e Dano Sarrada.
Em 31 de maio de 2023, Marina Sena se apresentou ao vivo na 30° edição do Prêmio da Música Brasileira interpretando a canção "Nem Morta" em homenagem à cantora, compositora e instrumentista brasileira Alcione, conhecida por seu apelido, "Marrom".

## Biografia

### Infância e estreia na música
Marina de Oliveira Sena nasceu em Taiobeiras, município no norte de Minas Gerais, no dia 26 de setembro de 1996. Começou a compor música aos 15 anos e, aos 17, participou de seletiva para o programa The Voice Brasil, mas não chegou a ser concorrente do programa. Iniciou sua carreira musical profissional aos 18 anos, recebendo apoio de sua família desde o início, uma vez que cantava desde que era criança.

### 2015–2021: A Outra Banda da Lua
Durante sua adolescência, foi considerada "a doida da cidade" (sic), mas quando se mudou para Montes Claros e começou a participar da banda "A Outra Banda da Lua", projeto musical iniciado em 2015, percebeu que na verdade era artista. Ela participou da banda como vocalista durante 6 anos e se despediu com o EP Catapoeira.

### 2018–2021: Rosa Neon
Em 2018, juntamente com os músicos Baka e Marcelo Tofani, formou o grupo de música pop Rosa Neon, composto por Marina Sena, Marcelo Tofani, Mariana Cavanellas, Luiz Gabriel Lopes e Baka, mas que se dissolveu no início de 2021, após a publicação do clipe de despedida "A Gente é Demais".

### 2021–2022: Carreira solo eDe Primeira

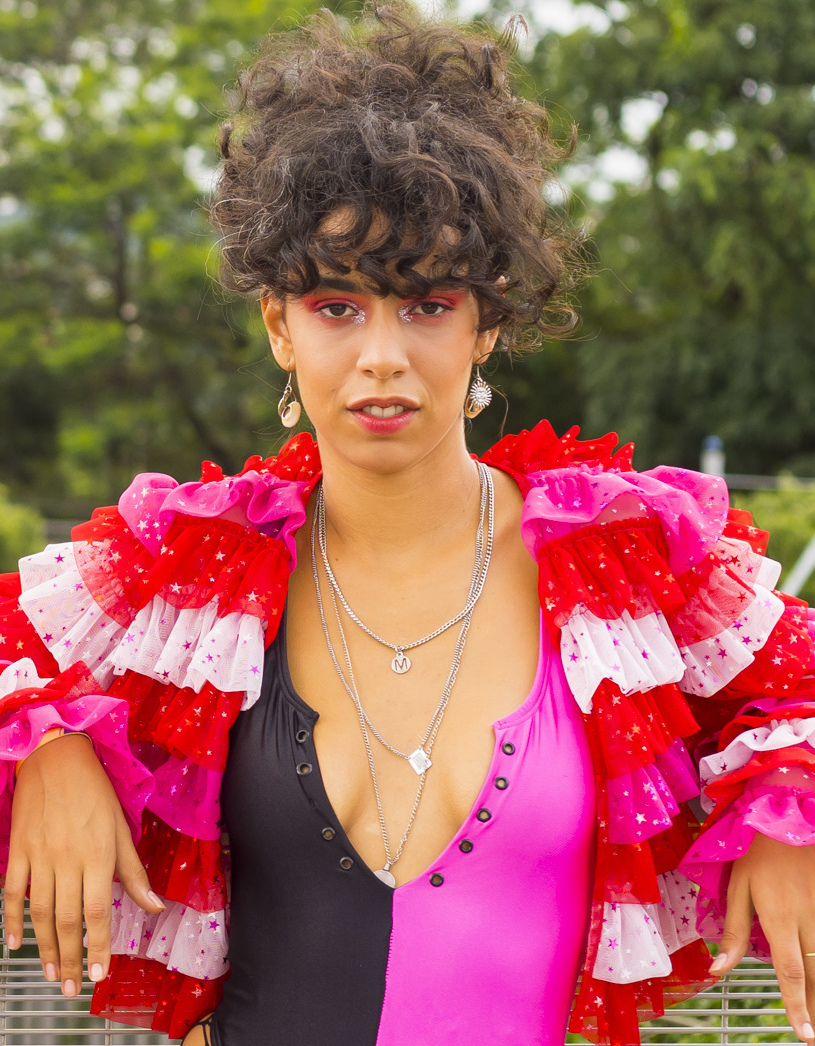
Marina Sena em 2020.

Em janeiro de 2021, iniciou sua carreira solo com o single "Me Toca", lançado com apoio do selo musical Quadrilha, do rapper Djonga, que posteriormente foi incluído na trilha sonora da telenovela Todas as Flores. Em junho, lançou o single seguinte "Voltei Pra Mim", que foi sucedido pelo lançamento de seu primeiro álbum de estúdio, De Primeira, produzido por ela em parceria com o produtor musical Iuri Rio Branco. O álbum é uma mistura de pop, samba, axé, dancehall, reggae e MPB, sendo aclamado pela crítica especializada. Após o lançamento do álbum, a canção "Por Supuesto" começou a ter notoriedade orgânica nas redes sociais, entrando em várias tabelas musicais, o que fez tornar o nome da cantora mais reconhecido nacionalmente. Após seu lançamento como single em novembro, "Por Supuesto" foi certificada como disco de diamante pela Pro-Música Brasil (PMB), bem como uma indicação ao Grammy Latino por Melhor Canção em Língua Portuguesa. Por sua vez, De Primeira recebeu certificado de ouro e uma indicação à categoria de Melhor Álbum Pop Contemporâneo em Língua Portuguesa na mesma premiação.
Em 24 de fevereiro de 2022 foi lançada a canção "Poesia Acústica 12 - Pra Sempre", com participação de Marina Sena. A música obteve importante repercussão no cenário musical nacional e figurou como uma das mais ouvidas com a participação da cantora.

### 2023–2024:Vício Inerente

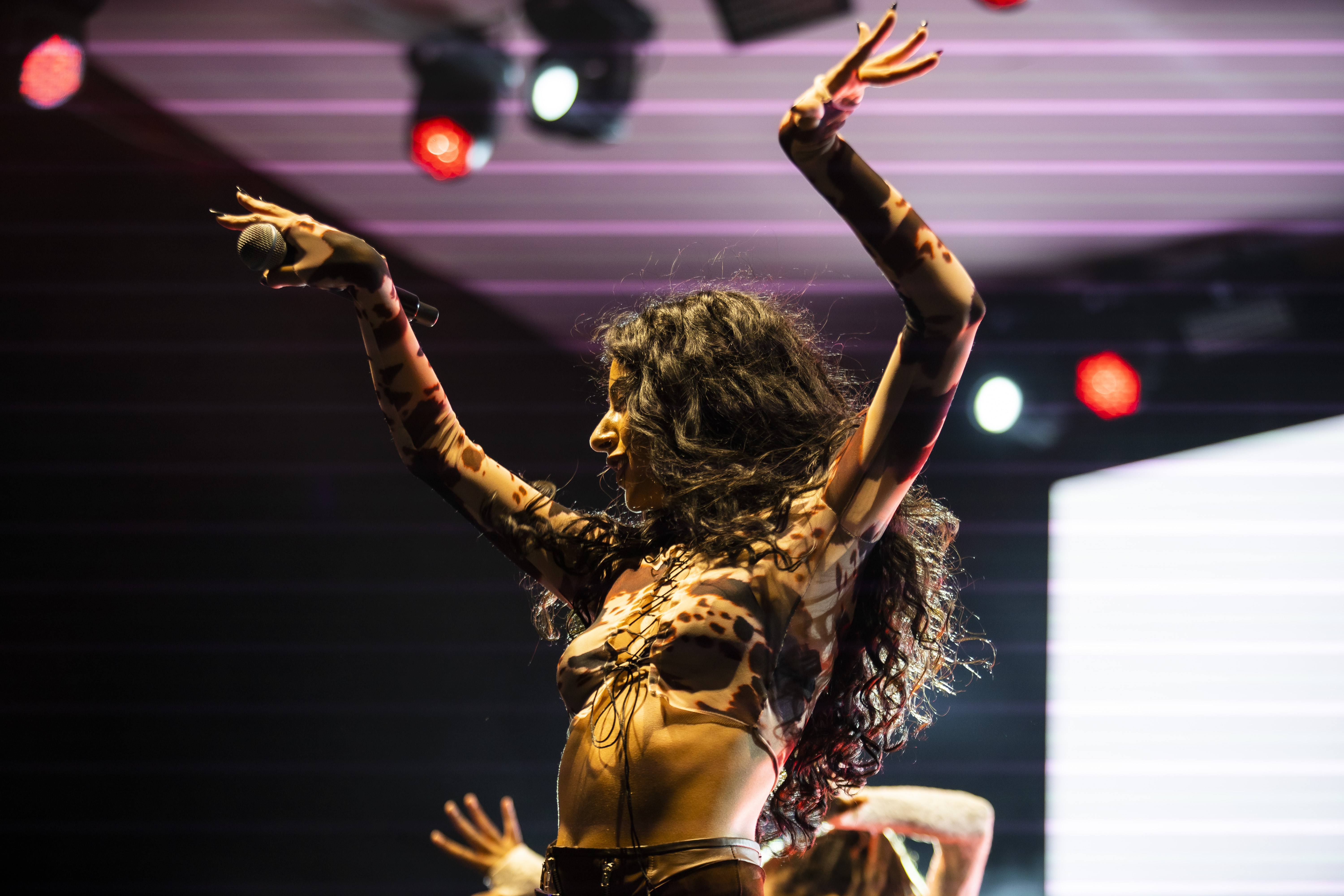
Marina Sena em 2023.

Em fevereiro de 2023, Marina Sena anunciou o contrato com a gravadora Sony Music Brasil, e no dia 23 do mesmo mês lançou a faixa "Tudo Pra Amar Você" como o primeiro single do seu segundo álbum de estúdio, Vício Inerente, que por sua vez foi lançado em 27 de abril de 2023. Após o lançamento, em 30 de abril, ela lançou "Olho no Gato" como o segundo single do disco.
Em 25 de setembro de 2023, "Que Tal" que contem participação do rapper paulistano Fleezus, se tornou o terceiro single de seu álbum Vício Inerente. Em 23 de novembro de 2023, Marina Sena lançou como o quarto single a música mais viral e primeira faixa do álbum Dano Sarrada juntamente com o clipe da música no YouTube.
Em 20 de dezembro de 2023, Marina Sena e Japãozin lançaram a versão forró da faixa Dano Sarrada (Remix) em todas as plataformas digitais, com o videoclipe no YouTube, pela gravadora de Marina Sena, Sony Music Brasil, com o apoio da gravadora de Japãozin, Sua Música. Essa nova versão foi um sucesso no Nordeste do Brasil durante as comemorações do Natal, Ano-novo e São João, alcançando a posição #92 dentro do top 100 do Spotify Brasil com 307,854 streams. Essa versão também alcançou a posição #83 na Billboard Brasil Hot 100. Essa versão faz parte da trilha sonora da "novela das nove" Mania de Você, da Rede Globo.
Em 19 de janeiro de 2024, participou da música "Labirinto", do produtor musical Ariel Donato, com a participação também do cantor MC Cabelinho.
Em 4 de setembro de 2024, participou do segundo álbum de estúdio de Pedro Sampaio, Astro, na faixa "Escada do Prédio", que se tornou single em 25 de setembro do mesmo ano após a repercussão de seu verso nas plataformas de vídeo como TikTok, atingindo o número #2 das #50 músicas mais usadas na plataforma, o Instagram, o Kwai, e no YouTube, onde chegou no top #10 dos #100 principais vídeos de música da plataforma. Também foi sucesso nas plataformas de áudio, atingindo o top #6 das principais #50 músicas ouvidas no Spotify Brasil e top #5 em Portugal. Nos charts virais atingiu #3 no Brasil, #9 em Portugal, #28 no Global, #18 na Irlanda, #36 no Uruguay, e sucesso também em charts do país, estreando na posição #54 e chegando em #7 no top Billboard Hot 100 Brasil, em #7 da Brazil Songs e em #9 na Portugal Songs. A colaboração também foi eleita a terceira melhor música pop brasileira de 2024 pela plataforma de streaming Apple Music e é uma das principais faixas e a segunda mais ouvida do álbum do DJ.

### 2024–presente:Coisas Naturais

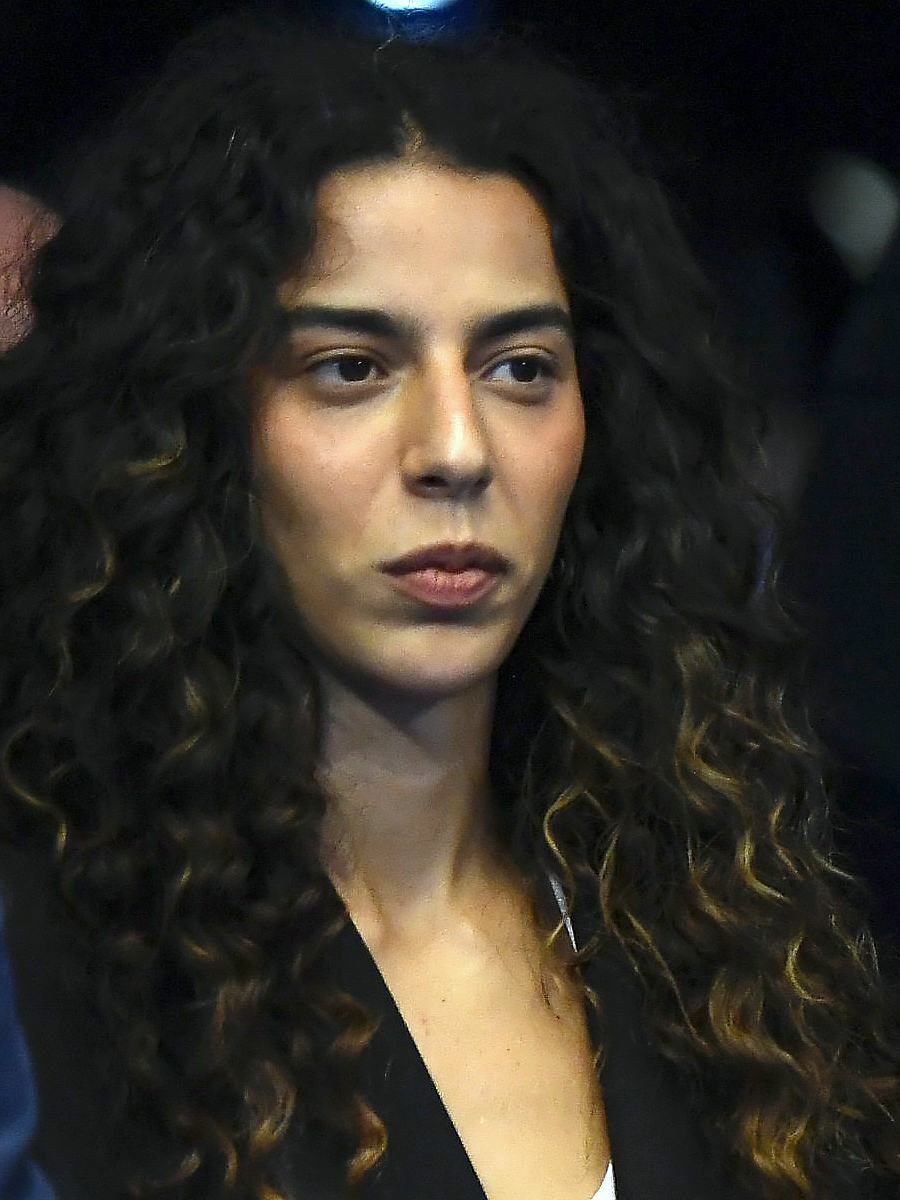
Sena no Senado Federal (2024)

Em 4 de dezembro de 2024, Marina lançou "Numa Ilha", lead-single do seu terceiro álbum de estúdio, quando estrelou ao lado do ator Johnny Massaro em seu clipe.

## Discografia

### Álbuns de estúdio
| Título          | Detalhes | Certificação   |
| --------------- | --- | -------------- |
| De Primeira     | - Lançamento: 19 de agosto de 2021 - Gravadora: Alá Comunicação e Cultura & A Quadrilha - Formato(s): Download digital, streaming, vinil | - PMB: Ouro    |
| Vício Inerente  | - Lançamento: 27 de abril de 2023 - Gravadora: Sony Music Brasil - Formato(s): Download digital, streaming, vinil                        | - PMB: Platina |
| Coisas Naturais | - Lançamento: 31 de Março de 2025 - Gravadora: Sony Music Brasil - Formato(s): Download digital, streaming, vinil                        | PMB: Ouro      |

### EPs
| Título                                          | Detalhes | Certificação |
| ----------------------------------------------- | --- | ------------ |
| Especial de Primeira                            | - Lançamento: 25 de agosto de 2022 - Gravadora: Alá Comunicação e Cultura - Formato(s): Download digital, streaming |              |
| Marina Sena - City Sessions (Amazon Music Live) | - Lançamento: 5 de dezembro de 2023 - Gravadora: Sony Music Brasil - Formato(s): Download digital, streaming        |              |

### Singles

#### Como artista principal
| Ano                                                                            | Canção                                                                              | Melhores posições nas paradas musicais | Certificações   | Álbum                         |
| Ano                                                                            | Canção                                                                              | POR                                    | Certificações   | Álbum                         |
| ------------------------------------------------------------------------------ | ----------------------------------------------------------------------------------- | -------------------------------------- | --------------- | ----------------------------- |
| 2021                                                                           | "Me Toca"                                                                           | —                                      | - PMB: Ouro     | De Primeira                   |
| 2021                                                                           | "Voltei Pra Mim"                                                                    | —                                      | - PMB: Ouro     | De Primeira                   |
| 2021                                                                           | "Por Supuesto"                                                                      | 69                                     | - PMB: Diamante | De Primeira                   |
| 2023                                                                           | "Tudo Pra Amar Você"                                                                |                                        | PMB: 2× Platina | Vício Inerente                |
| 2023                                                                           | "Olho no Gato"                                                                      |                                        | PMB: Ouro       | Vício Inerente                |
| 2023                                                                           | "Ombrim (Ai Que Delicia o Verão)" (com Roni Bruno, Mts No Beat e Chicão do Piseiro) |                                        | PMB: 2× Platina | Não adicionada a nenhum álbum |
| 2023                                                                           | "Sonho Bom"                                                                         |                                        | PMB: Ouro       |                               |
| 2023                                                                           | "Que Tal"                                                                           |                                        | PMB: Platina    | Vício Inerente                |
| 2023                                                                           | "Dano Sarrada" (Solo e Remix com Japãozin)                                          |                                        | PMB: Diamante   | Vício Inerente                |
| 2024                                                                           | "Mande um Sinal" (Acústico)                                                         |                                        | PMB: Ouro       | Vício Inerente                |
| 2024                                                                           | "Numa Ilha"                                                                         |                                        | PMB: Platina    | Coisas Naturais               |
| 2025                                                                           | "Ouro de Tolo"                                                                      |                                        |                 | Coisas Naturais               |
|                                                                                | "Desmistificar"                                                                     |                                        | PMB: Ouro       | Coisas Naturais               |
|                                                                                | "Lua Cheia"                                                                         |                                        | PMB: Ouro       | Coisas Naturais               |
|                                                                                | "Carnaval"                                                                          |                                        | PMB: Ouro       | Coisas Naturais               |
| "—" denota canções que não entraram nas paradas ou não foram lançados no país. |                                                                                     |                                        |                 |                               |

#### Como artista convidada
| Ano  | Canção | Álbum                         | Certificações |
| ---- | --- | ----------------------------- | ------------- |
| 2019 | "Ombrim" (Rosa Neon com part. de Marina Sena)                                                                                          | Rosa Neon                     |               |
| 2019 | "‎Aceso" (Gabriela Viegas com part. de Marina Sena)                                                                                     | Porvir                        |               |
| 2020 | "‎Checklist" (Velejante com part. de Marina Sena)                                                                                       | Não adicionado a nenhum álbum |               |
| 2020 | "‎Seu Olhar" (Octavio Cardozzo e Helio Flanders com part. de PC Guimarães, Camila Rocha, Leonardo Marques, Gabriel Bruce e Marina Sena) | Tá Todo Mundo Mal             |               |
| 2022 | "‎Quente e Colorido" (com Illy) | O Que Me Cabe                 |               |
| 2022 | "Se eu não lembrar" (BK' part. de Marina Sena)                                                                                         | Icarus                        |               |
| 2023 | Romance Em Cena (Luísa Sonsa e Marina Sena)                                                                                            | Escândalo Íntimo              | PMB: Platina  |
| 2023 | "Para Lennon e McCartney / Citação: O Vento" (com Gal Costa)                                                                           | Não adicionado a nenhum álbum |               |
| 2023 | "Quase Não Namoro" (Juliette com part. de Marina Sena)                                                                                 | Ciclone                       |               |
| 2024 | "Labirinto" (Ariel Donato com part. de Marina Sena e MC Cabelinho)                                                                     |                               |               |
| 2024 | "Não Posta" (Lou Garcia com part. de Marina Sena)                                                                                      |                               |               |
| 2024 | "Esquisitices" (Erasmo Carlos e Marina Sena)                                                                                           | Erasmo Esteves                |               |
| 2024 | "Escada do Prédio" (Pedro Sampaio e Marina Sena)                                                                                       | Astro                         |               |

#### Singlespromocionais
| Ano  | Canção                                                    | Álbum                         |
| ---- | --------------------------------------------------------- | ----------------------------- |
| 2022 | "‎Foi Match" (com Hitmaker)                                | Não adicionado a nenhum álbum |
| 2023 | "Mesa Vermelha" (com Simone Mendes, Péricles e Mc Daniel) | Não adicionada a nenhum álbum |

### Outras aparições
| Ano  | Canção                             | Outro(s) artista(s)                                           | Álbum            |
| ---- | ---------------------------------- | ------------------------------------------------------------- | ---------------- |
| 2022 | "Poesia Acústica #12 - Pra Sempre" | Filipe Ret, Caio Luccas, Bin, Budah, Borges, Teto e Luiz Lins |                  |
| 2023 | "Ligação"                          | Fleezus                                                       | OFF MODE         |
| 2023 | "Romance em Cena"                  | Luísa Sonza                                                   | Escândalo Íntimo |
| 2023 | "Real Valor"                       | Carol Biazin e Vulgo FK                                       | REVERSA [in]ato  |
| 2024 | "Escada do Prédio"                 | Pedro Sampaio                                                 | ASTRO            |

## Turnês
- De Primeira Tour (2021–2023)
- Vicío Inerente Tour (2023–2023)

## Prêmios e indicações
| Ano  | Prêmio                                | Categoria                                            | Indicação                             | Resultado | Ref.          |
| ---- | ------------------------------------- | ---------------------------------------------------- | ------------------------------------- | --------- | ------------- |
| 2021 | Prêmio Multishow de Música Brasileira | Experimente                                          | Marina Sena                           | Venceu    | [ 48 ]        |
| 2021 | Prêmio Multishow de Música Brasileira | Revelação do Ano                                     | Marina Sena                           | Venceu    | [ 48 ]        |
| 2021 | Prêmio Multishow de Música Brasileira | Capa do Ano                                          | De Primeira                           | Venceu    | [ 48 ]        |
| 2021 | Prêmio Multishow de Música Brasileira | Canção do Ano                                        | Me Toca                               | Indicada  | [ 48 ]        |
| 2021 | Prêmio Multishow de Música Brasileira | Álbum do Ano                                         | De Primeira                           | Indicada  | [ 48 ]        |
| 2021 | TikTok Awards Brasil                  | Eu Não Nasci, Eu Estreei                             | Marina Sena                           | Indicada  | [ 49 ]        |
| 2021 | WME Awards                            | Revelação                                            | Marina Sena                           | Venceu    | [ 50 ]        |
| 2021 | WME Awards                            | Música Alternativa                                   | Me Toca                               | Indicada  | [ 50 ]        |
| 2021 | Prêmio APCA                           | Artista Revelação                                    | De Primeira                           | Venceu    | [ 51 ]        |
| 2022 | MTV Millennial Awards                 | Feat. Nacional                                       | Veja Baby (Lagum e Marina Sena)       | Indicada  | [ 52 ] [ 53 ] |
| 2022 | Music Vídeo Festival Awards           | Melhor Videoclipe Nacional para Marca ou Instituição | Foi Match                             | Indicada  | [ 54 ]        |
| 2022 | Grammy Latino                         | Melhor Álbum de Pop Contemporâneo Brasileiro         | De Primeira                           | Indicada  | [ 55 ]        |
| 2022 | Grammy Latino                         | Melhor Canção Brasileira                             | Por Supuesto                          | Indicada  | [ 56 ]        |
| 2022 | Acervo Music Awards                   | Virou Trend                                          | Por Supuesto                          | Venceu    | [ 57 ]        |
| 2022 | WME Awards                            | Álbum                                                | De Primeira                           | Indicada  | [ 58 ]        |
| 2022 | WME Awards                            | Cantora                                              | Marina Sena                           | Indicada  | [ 58 ]        |
| 2023 | Prêmio Rap Brasil                     | Melhor Colaboração                                   | Se Eu Não Lembrar (BK' e Marina Sena) | Indicada  | [ 59 ]        |
| 2023 | Prêmio Rap Brasil                     | Melhor Música                                        | Se Eu Não Lembrar (BK' e Marina Sena) | Indicada  | [ 59 ]        |
| 2023 | Prêmio Rap Brasil                     | Melhor Videoclipe                                    | Se Eu Não Lembrar (BK' e Marina Sena) | Venceu    | [ 59 ]        |
| 2023 | BreakTudo Awards                      | Artista Feminina Nacional                            | Marina Sena                           | Indicada  |               |
| 2023 | BreakTudo Awards                      | Colaboração Nacional                                 | Que Tal (Marina Sena e Fleezus)       | Indicada  |               |
| 2023 | Prêmio Geração Glamour                | Cantora do Ano                                       | Marina Sena                           | Indicada  | [ 60 ]        |
| 2023 | Prêmio Multishow de Música Brasileira | Voz do Ano                                           | Marina Sena                           | Indicada  | [ 61 ]        |
| 2023 | Prêmio Multishow de Música Brasileira | Capa do Ano                                          | Vício Inerente                        | Indicada  | [ 62 ]        |
| 2023 | Prêmio Multishow de Música Brasileira | Pop do Ano                                           | Tudo Pra Amar Você                    | Indicada  | [ 62 ]        |
| 2023 | WME Awards                            | Álbum                                                | Vício Inerente                        | Venceu    | [ 63 ]        |
| 2023 | WME Awards                            | Cantora                                              | Marina Sena                           | Indicada  | [ 63 ]        |
| 2023 | WME Awards                            | Show                                                 | Tour Vício Inerente                   | Indicada  | [ 63 ]        |
| 2023 | WME Awards                            | Videoclipe                                           | Tudo Pra Amar Você                    | Indicada  | [ 63 ]        |
| 2023 | Gold Derby Music Awards               | Best Latin Album                                     | Vício Inerente                        | Indicada  | [ 64 ]        |